# Tablado (Tineo)
Tablado (oficialmente en asturiano: Tabláu) es una parroquia española del concejo de Tineo, en Asturias. 

## Geografía
La parroquia se sitúa al noroeste de la capital del concejo.

## Historia
Hacia mediados del siglo XIX, la parroquia, ya por entonces perteneciente al municipio de Tineo, tenía contabilizada una población de 196 habitantes. Aparece descrita en el decimocuarto volumen del Diccionario geográfico-estadístico-histórico de España y sus posesiones de Ultramar de Pascual Madoz con las siguientes palabras:

TABLADO (San Julian): felig. en la prov. y dióc. de Oviedo (11 leg.), part. jud. de Cangas de Tineo (5), ayunt. de Tineo (1). sit. al NO. de esta v. en la caida de las sierras que se elevan hácia el S. y E.; clima algo frio, pero sano. Tiene 34 casas en el l. de su nombre y en los de San Salvador, Valle y Bustiello. La igl. parr. (San Julian) se halla servida por un cura de ingreso y patronato real; habiendo ademas 3 ermitas de propiedad particular. Confina N. Villatresmil; E. Tineo; S. Obona, y O. Francos. El terreno es montuoso, pero de buena calidad. prod.: maiz, centeno, trigo, patatas, legumbres y pastos: hay abundante ganado vacuno, y caza mayor y menor. pobl.: 34 vec., 196 alm. contr.: con su ayunt. (V.).
(Madoz, 1849, p. 545)

## Demografía
En 2024, la entidad colectiva de población de Tablado tenía empadronados 113 habitantes, repartidos entre las entidades singulares de población de Bustellón (con 37), Riviella (con 16), San Salvador (con 4), Tablado de Riviella (con 37) y Valle de Tablado (con 19).